# Staustufe Obertürkheim
Die Staustufe Obertürkheim (auf der Gemarkung von Hedelfingen) ist eine Flussstaustufe im Industriegürtel der Landeshauptstadt Stuttgart und besteht in Fließrichtung des Neckars aus einer Doppelschleuse am rechten Ufer, einem dreifeldrigen Wehr sowie einem Kraftwerk am linken Ufer. 

## Zustand und Nutzung

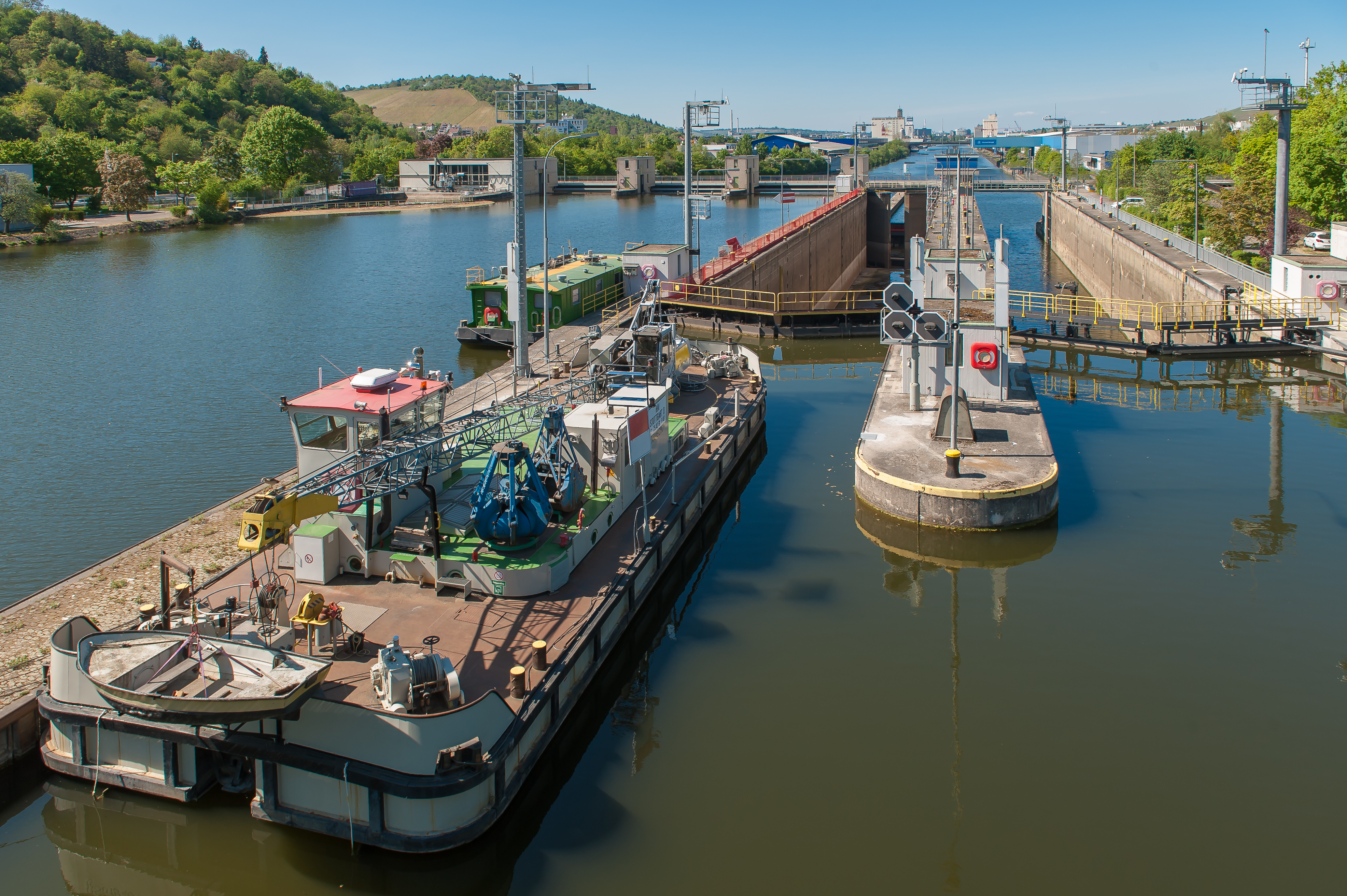
Staustufe und Schleuse Obertürkheim

Zurzeit ist nur die linke Schleusenkammer in Betrieb, während an der rechten Schleusenkammer nur das Massivbauwerk sowie das Untertor vorhanden sind. Das Obertor ist nicht eingebaut. Alle notwendigen Antriebskomponenten sind ebenfalls noch nicht vorhanden. Der Wandbeton der zur Verlängerung vorgesehenen, linken Schleusenkammer ist in altersbedingt gutem Zustand und steht noch nicht zur Sanierung an. Ober- und unterhalb der Schleuse kreuzen massive Straßenbrücken (Hafenzufahrten) den Neckar. Die Höhe der Hedelfinger Brücke über dem Unterwasser liegt lediglich auf Höhe des Oberwasserspiegels. Hier befindet sich auch die Fernbedienzentrale der Schleusen in: Hofen, Cannstatt, Untertürkheim (alle drei flussabwärts), sowie Esslingen, Oberesslingen und Deizisau (alle drei flussaufwärts).

## Bauvorhaben
Um einen sicheren und zügigen Schleusenbetrieb wieder zu gewährleisten, wird in den kommenden Jahren die außer Betrieb gesetzte rechte Schleusenkammer modernisiert und instand gesetzt. Im Rahmen dieser Modernisierung an der rechten Schleusenkammer erfolgen ein Austausch des Untertores, der Neubau des Obertores mit den erforderlichen Massivbau-Anpassungen in den Bereichen des Unter- und Oberhauptes. Die gesamte Elektro- und Nachrichtentechnik wird komplett neu hergestellt und in umzubauenden und teilweise neu zu errichtenden Betriebsgebäuden untergebracht. Ebenso wird eine Stoßschutzanlage zur Verhinderung von Schiffsanfahrungen an das Untertors neu errichtet.
Weiterhin erfolgt der Einbau eines neuen Oberwasserrevisionsverschlusses.

## Lage
Die Staustufe ist vom Rhein aus gesehen die 24. Anlage.